# Sandstraße 24–28

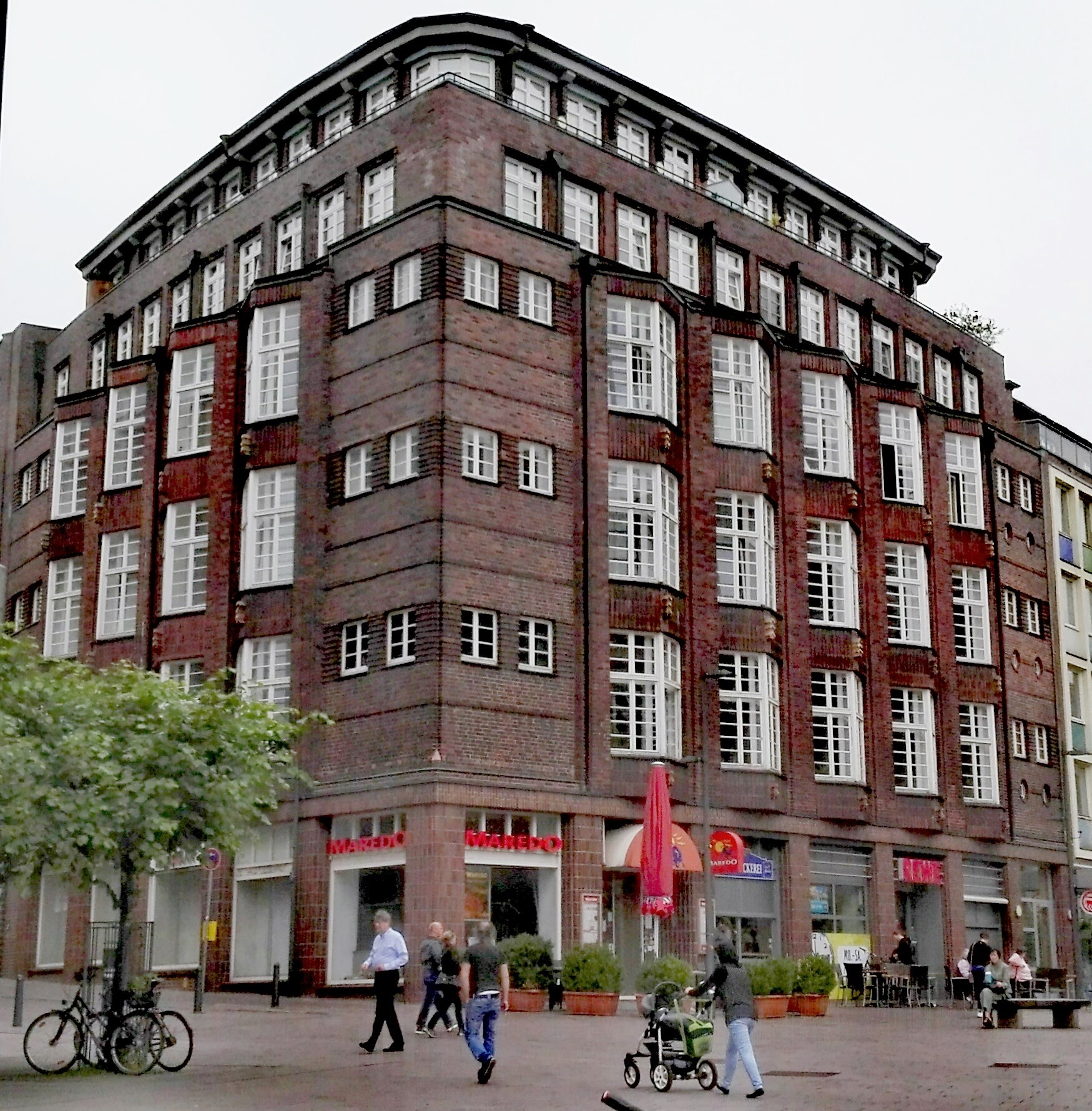
Das ehemalige Kaufhaus am Klingenberg (2019)

Das Gebäude Sandstraße 24–28 ist ein denkmalgeschütztes Bauwerk in der Lübecker Altstadt.

## Geschichte
Der seit 1904 bestehende Konsumverein für Lübeck und Umgegend hatte bereits zwei Warenhäuser, in der Breite Straße 35 für die Abteilung Bekleidung und in der Königstraße 111 für die Abteilung Manufakturen, innerhalb der Hansestadt. 1929 äußerten sich die Architekten in einem ganzseitiger Bericht über den zu jener Zeit im Bau befindlichen „Warenhaus-Neubau des Konsumvereins für Lübeck und Umgegend e. G. m. b. H.“ in dem die beiden genannten Warenhäuser 1930 aufgehen sollten.
Die lübeckische Genossenschaftsbewegung hatte sich zu jenem Zeitpunkt entwickelt und stand, wie es hieß, am Anfang einer neuen Epoche. An der vorteilhaften Straßenkreuzung, auf der anderen Seite ist der Klingenberg, sollte ein Warenhaus entstehen. In ihm sollten die Genossenschaftler sämtliche Genossenschaftsprodukte vorfinden.
Die Lübecker Baugesellschaft, das größte und modernste Bauunternehmen der Stadt, wurde mit der Errichtung des Gebäudes nach den Plänen des Architekturbüros „Runge und Lentschow“ beauftragt.
Nachdem man 1927 die Grundstücke 24, ein unter Denkmalschutz stehendes mehrstöckiges Giebelhaus aus dem 15. Jahrhundert mit einer im 18. Jahrhundert neugestalteten Fassade, in welchem die Gemeine Arbeits-Genossenschaft Lübeck seine Möbel ausstellte, und 26, ein klassizistisches Haus aus dem 19. Jahrhundert mit der gleichnamigen Papierhandlung des verstorbenen Georg Hohenschild, in der Sandstraße erwarb, veranstaltete der Konsumverein im Januar 1928 einen Wettbewerb auf jenen Grundstücken in Verbindung mit dem des vereinseigenen Werkstatthauses in der Schmiedestraße 8 zur Errichtung eines Warenhauses. Dem Antrag des Konsumvereins auf Abriss der Häuser, selbst dem denkmalgeschützten Haus, ist zuvor stattgegeben worden.
Bereits dessen Ergebnis zeigte, dass die vorgesehe Grundfläche den benötigten Raumbedarf nicht würde fassen können. Aus diesem Grunde erwarb man zunächst das Eckhaus an der Sandstraße 28/Schmiedestraße 2 für Putz- und Modewaren der Firma C. Bodendiek. Als dies sich noch immer nicht als hinreichend erwies, erwarb man auch die die Restauration „Lübecker Bierstube“ beherbergenden Grundstücke Schmiedestraße Nr. 4 und 6. Bis zur Vollendung des neuen Eckgrundstücks wechselte entsprechend der etappenmäßigen Grundstückserweiterung auch das Bauprogramm bis zum Ausführungsentwurf diverse Male.
Das Warenhaus des Konsumvereins enthielt nun 7 Stockwerke.
1. Kellergeschoss
2. Erdgeschoss
3. 1. Obergeschoß
4. 2. Obergeschoß
5. 3. Obergeschoss
6. 1. Dachgeschoss
7. 2. Dachgeschoss

Im Mai 1933 wurden die Konsumgenossenschaften und ihre Zentralorganisationen von der NSDAP gleichgeschaltet und dadurch aufgelöst. Sie bestand als Verbrauchergenossenschaft fort wurde 1935 schließlich liquidiert. Die J. Schartl KG mit Joseph Schartl als Geschäftsführer übernahm das nun zum Kaufhaus am Klingenberg gewandelte Warenhaus.

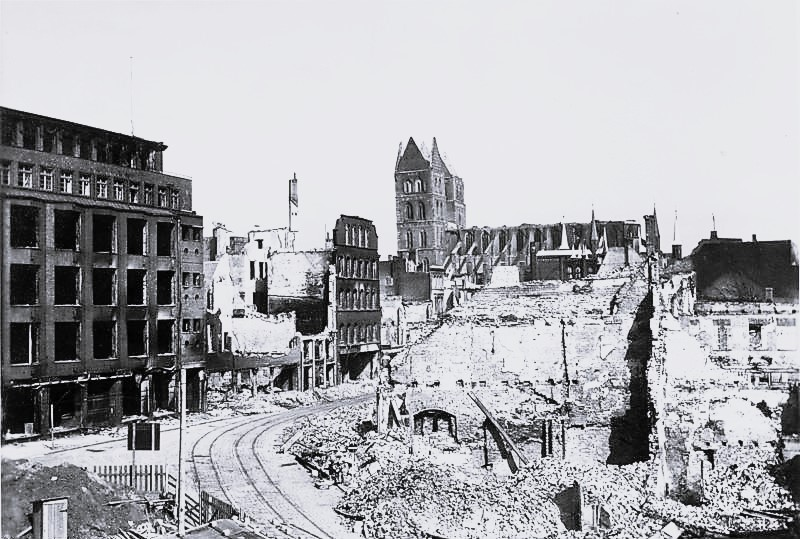
Das kriegsbeschädigte Kaufhaus (ganz links) nach 1942

Beim britischen Luftangriff auf Lübeck am 29. März 1942 brannte das Kaufhaus, wie man auf dem Foto sieht, vollständig aus. Im Unterschied zur nahezu vollständig vernichteten umgebenden älteren Bebauung blieben jedoch die Mauern der Fassade erhalten. In der Nachkriegszeit wurde das Gebäude wieder hergestellt. Das Kaufhaus vergrößerte sich um das auf der gegenüber der Schmiedestraße an Stelle des ebenfalls zerstörten Hotel Stadt Hamburg erbauten neuen Gebäudes und wurde oberhalb der Straße mit diesem verbunden.
Bis in die 1960er Jahre hinein diente das Bauwerk seiner ursprünglichen Bestimmung entsprechend als Kaufhaus, ehe die Etagen für die Nutzung als Büros, Gaststätten und Wohnungen aufgeteilt wurden. Bis heute belegt jedoch ein Supermarkt der Folgeorganisation des Konsumvereins für Lübeck und Umgegend große Teile des Erdgeschosses.
1989 stellte man den sechsgeschossigen Klinkerbau mit seiner betonten Vertikalgliederung unter Denkmalschutz. Die Denkmalliste führt es unter der Nummer 965. Unter Denkmalschutz steht nur das Äußere des Gebäudes, insbesondere die Fassade zur Sand- und Schmiedestraße, nicht aber der dem Hof zugewandte Teil. Ein Grund dafür liegt in der Umgestaltung des Erdgeschosses durch den Supermarkt. Die Schmiedestraße steigt von der Sandstraße kommend stark an. Innerhalb des Marktes teilt sich das Erdgeschoss. In ebenen Rollsteigen erreichen die Kunden samt Einkaufswagen das ein halbes Stockwerk tiefer gelegene Untere Erdgeschoss bzw. das ein halbes Stockwerk höher gelegene Obere Erdgeschoss. Das Letztgenannte ist das gesamte Erdgeschoss des Nachbargebäudes in der Schmiedestraße 10-18 auf dem dortigen Schmiedestraßenniveau.

## Gebäude 1930

### Eingänge, Lichthöfe, Treppen und Aufzüge

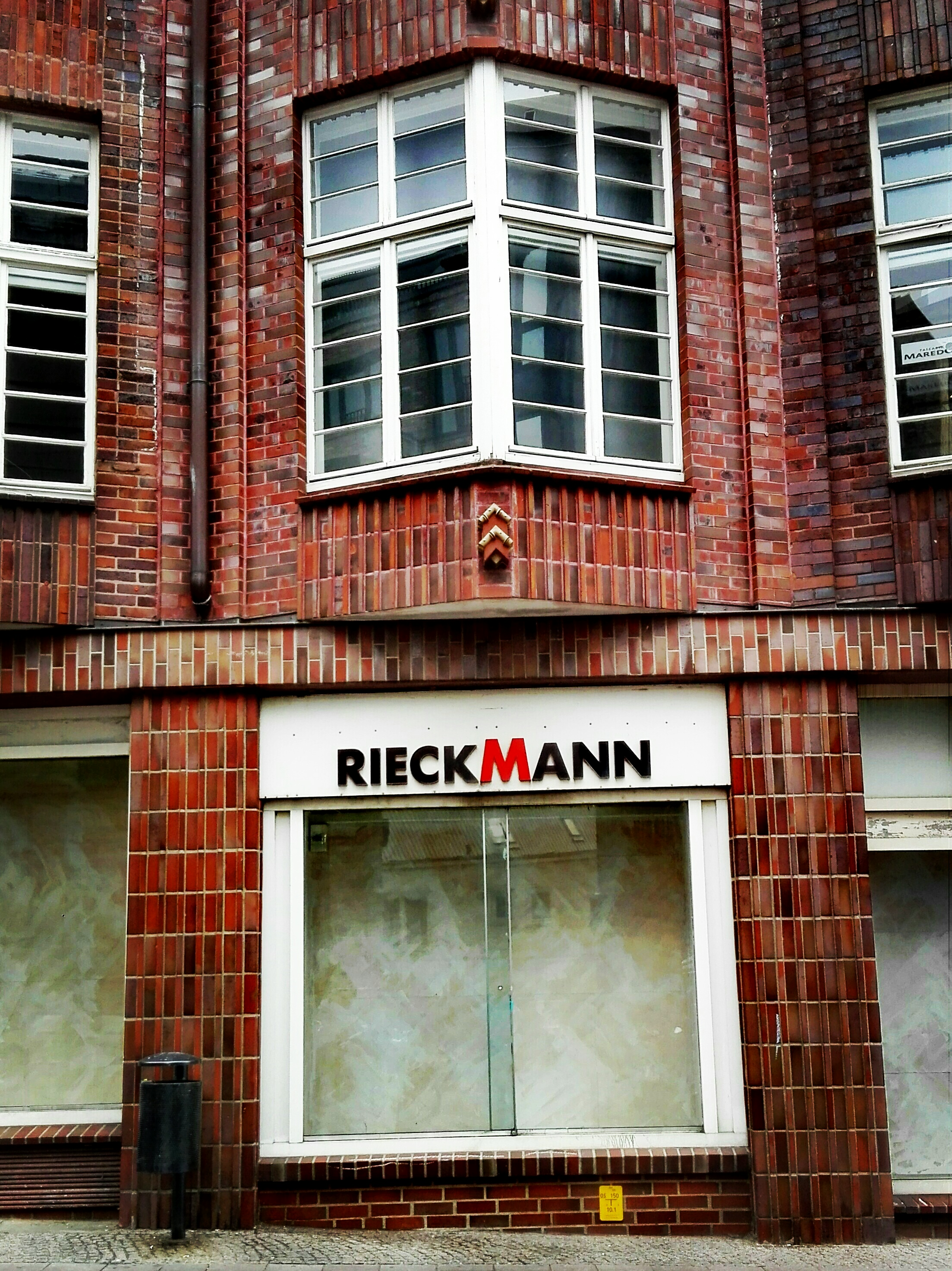
Rieckmann-Schaufenster außer Dienst

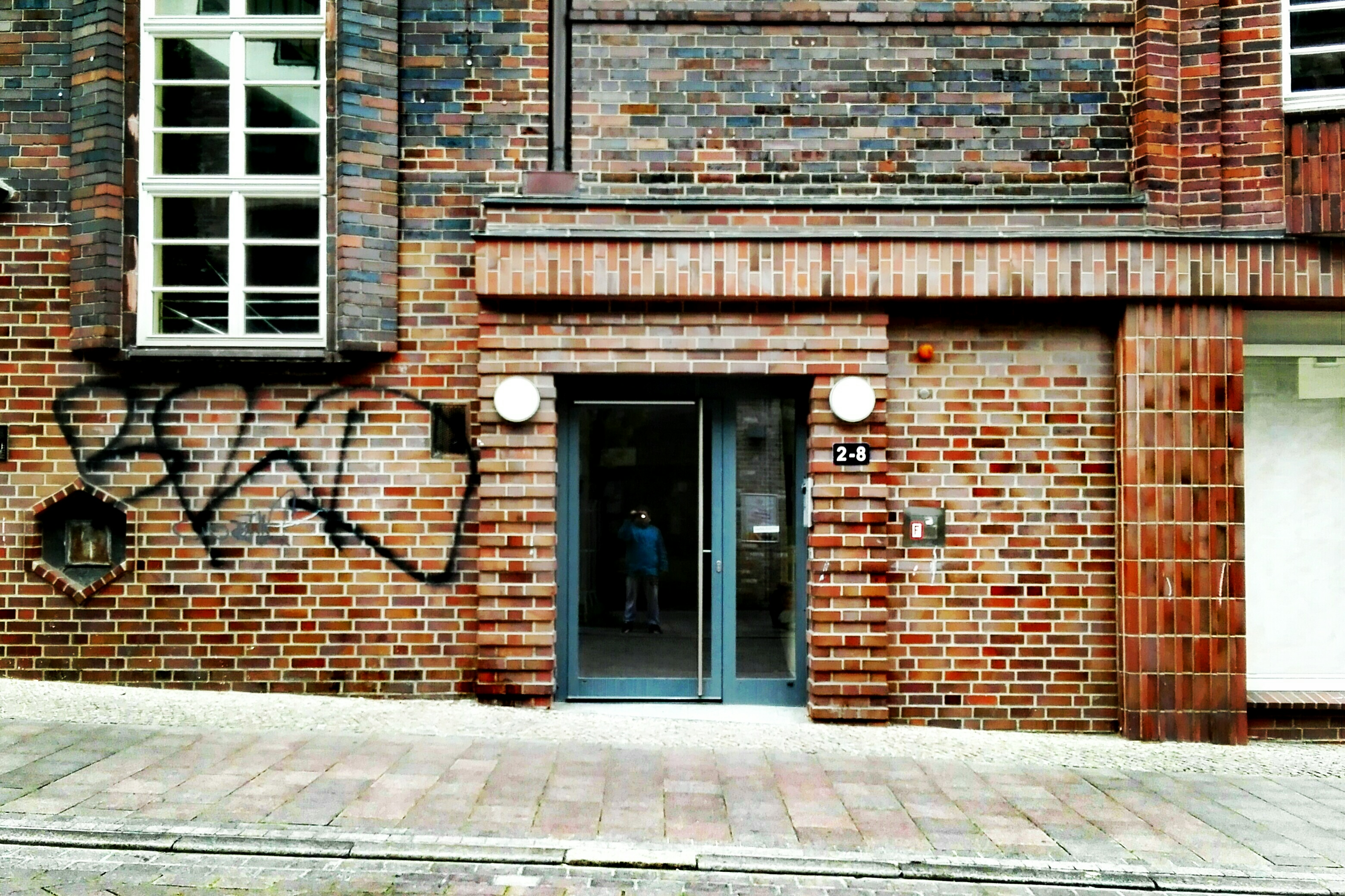
Ehemaliger Personaleingang

Eine kleine freie Hoffläche war, um möglichst große Verkaufsräume zu erhalten, in der hinteren Ecke angeordnet. Der sonst noch erforderliche Luftraum wurde durch einen diese verbindenden großen inneren Lichthof geschaffen. Das Haupt-Treppenhaus lag an der Schmiedestraße, ein Neben-Treppenhaus nach der Sandstraße gegen Borneweg & Co. In der Mitte der Sandstraße befand sich der Haupt-Geschäftseingang, wohingegen die Notausgänge mit den Treppenhäusern verbunden und ein besonderer Personaleingang mit Fahrradbahn an die Schmiedestraße angelegt waren.
Ebenfalls befand sich an der Schmiedestraße die Autoeinfahrt für den Verladeraum. Für den Personalverkehr waren neben den Treppen noch zwei am Haupt-Treppenhaus liegende Aufzüge. Des Weiteren war für den Warentransport noch ein besonderer Lastenaufzug eingebaut worden.

### Kellergeschoss
Hier waren übersichtlich Aufenthalts-, Garderoben- und Waschräume für weibliches und männliches Personal untergebracht. Ebenfalls waren Räume für die Einstellung von Fahrrädern und die nötigen Toilettenanlagen vorhanden. Eine eingebaute Umformerstation sorgte für den elektrischen Strom. Neben Lagerräumen waren auch ein Raum für Kohlen und Heizung sowie für die Aufzugsmotoren vorhanden.

### Erdgeschoss
Das Erdgeschoss enthielt neben den Eingängen, Treppenhäusern, Aufzügen und dem Verladeraum die große Verkaufshalle. Ein besonderer Dekorationsgang war zur Bedienung der Schaufenster, welche eine Gelegenheit der Warenschau zur Straße hin boten, angeordnet gewesen. In ihm befanden sich die Abteilungen: Kleiderstoffe, Schürzen, Taschentücher, Strümpfe, Handschuhe, Wollwaren, Kurzwaren, Trikotagen und Strickereien.

### Obergeschoss
Abzüglich der Treppen, Fahrstühle und Lichthöfe diente die gesamte Fläche des ersten Obergeschosses der Damenkonfektion als Verkaufsraum. Anproberäume waren zweckentsprechend eingegliedert und Toiletten vorhanden. Das zweite Obergeschoss war wie das erste, nur diente es der Herrenkonfektion und der Schuhwarenabteilung. Das dritte Obergeschoss enthielt Hausstandswaren, Bettstellen, Teppiche und Gardinen.

### Dachgeschoss
Die Dachgeschosse bestehen in Form eines doppelten Staffelgeschosses. Im unteren Dachgeschoss befanden sich die Büros, Lager und Werkstätten.
Das auf diesem stehende zweite Dachgeschoss ist nochmals an beiden Straßenfronten stark zurückgestuft. Als Hauptraum mit seinen 20 straßenseitigen Fensterplätzen bot es einen großen lichten Erfrischungsraum mit Aussicht auf das, damals alte, Straßenbild.
Für einen großzügigen Restaurationsbetrieb erforderliche Küchen- und Wirtschaftsräume waren diesem angegliedert.

### Außenarchitektur und Straßenbild

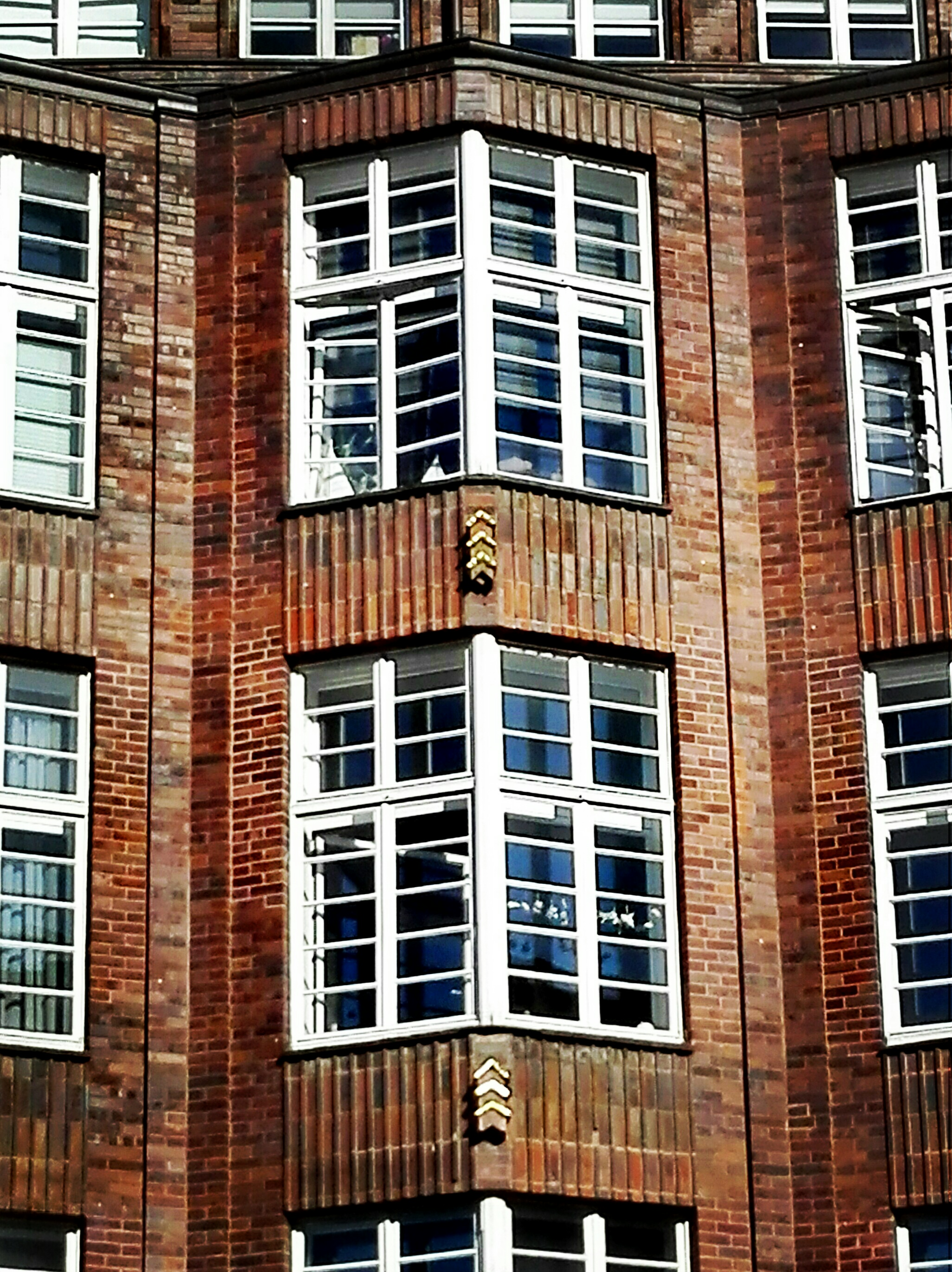
Backsteinexpressionismus

Seinerzeit war es nicht einfach, dem alten Straßenbild mit den typischen Giebelhäusern moderne Bauten von ganz anderen Ausmaßen taktvoll, ohne das bestehende bleibende Alte zu zerstören, einzufügen. Dennoch erschien es der neuen Zeit unangemessen in falsch aufgefassten Heimatschutz Kulissenarchitektur zu betreiben, zumal einige klassische Häuserfronten am Klingberg bereits einen größeren horizontalen Maßstab des Backsteinexpressionismus in sich trugen. Aus den inneren Raumbedürfnissen war deren Außengestaltung als geschlossener Baukörper entstanden.
Das Erdgeschoss brachte in seinem pfeilergeteiltem Glasgürtel die Warenauslage für die Straße zum Ausdruck. Darüber bauten sich drei Stockwerke innerer Verkaufsräume auf. Die mittleren Fensterachsen bilden durchlaufende Erkerausbauten, die jeweils an den Frontseiten durch breit gelagerte Wandgliederungen gefasst sind und dadurch in beiden Straßen die Erkerarchitektur zu einem Vertikalismus zusammenhalten.
Der Benutzung des Gebäudes war somit entsprechend auch architektonisch ein kräftiger Horizontalabschluss zum Ausdruck gebracht worden.
Auf diesem Unterbau setzen sich nun zurückgestaffelt mit den durchlaufenden Fensterfriesen das 1. Und 2. Dachgeschoss auf. Das Letztgenannte sollte mit seiner pfeilergeteilten Glaswand für den Erfrischungsraum zu einem Panorama des von hier zu betrachtenden Stadtbildes werden. Aus diesem Grunde hatte es auch architektonisch den leicht ausklingenden Abschluss gefunden. Neben einer wirkungsvoll angebrachten Geschäftsreklame hatte das abschließende Hauptgesims in seiner Untersicht bei Dunkelheit strahlende Lichtkonturen. Die Außenfront hatte farbig gemischte Eisenschmelz-Klinker. Sie sind an einigen Stellen durch blau-gold gebrannte keramische Plastik belebt. Die Metallarbeiten sind aus Kupfer und Bronze.

### Innenarchitektur
Die Tragkonstruktion aus Eisenbeton mit ihren Plandecken war bereits so gespannt, dass der große Innenraum mit seinen vier Lichthofsäulen eine große lichtdurchflutete Weitläufigkeit erhielt. Besonderen Wert legte man darauf, dass sich Konstruktion, Zweck und Form zu einer Einheit zusammenfügten. Der durchgehende offene Lichthof diente hier als architektonisch verbindendes Hauptmotiv. Ein besonderer Wert wurde auch auf die behagliche Wirkung des Erfrischungsraumes gelegt. Der Konsumverein war bestrebt, durch seine Architekten ein in jeder Weise ein modernes, zweckmäßiges und künstlerisch in das Straßenbild einfügendes Warenhaus zu schaffen.

### Erinnerungstafel
Nach Hartmut Bickelmann (Archivar) wäre eine Erinnerungstafel an diesem Gebäude mit Hinweisen zur Geschichte des Gebäudes und zu seiner Bedeutung als herausragendem Zeugnis der Lübecker Arbeiterbewegung sinnvoll.